# Paul Belmondo (sculpteur)
Pour les articles homonymes, voir Paul Belmondo (pilote) et Belmondo.
Paul Belmondo est un sculpteur et médailleur français né le 8 août 1898 à Mustapha, banlieue d'Alger en Algérie française et mort le 1er janvier 1982 à Ivry-sur-Seine. Il est collaborateur durant la seconde guerre mondiale.
Il est le père du producteur de cinéma Alain Belmondo et de l'acteur Jean-Paul Belmondo, le grand-père du coureur automobile Paul Belmondo et l'arrière-grand-père de l'acteur Victor Belmondo.

## Biographie

### Formation et débuts

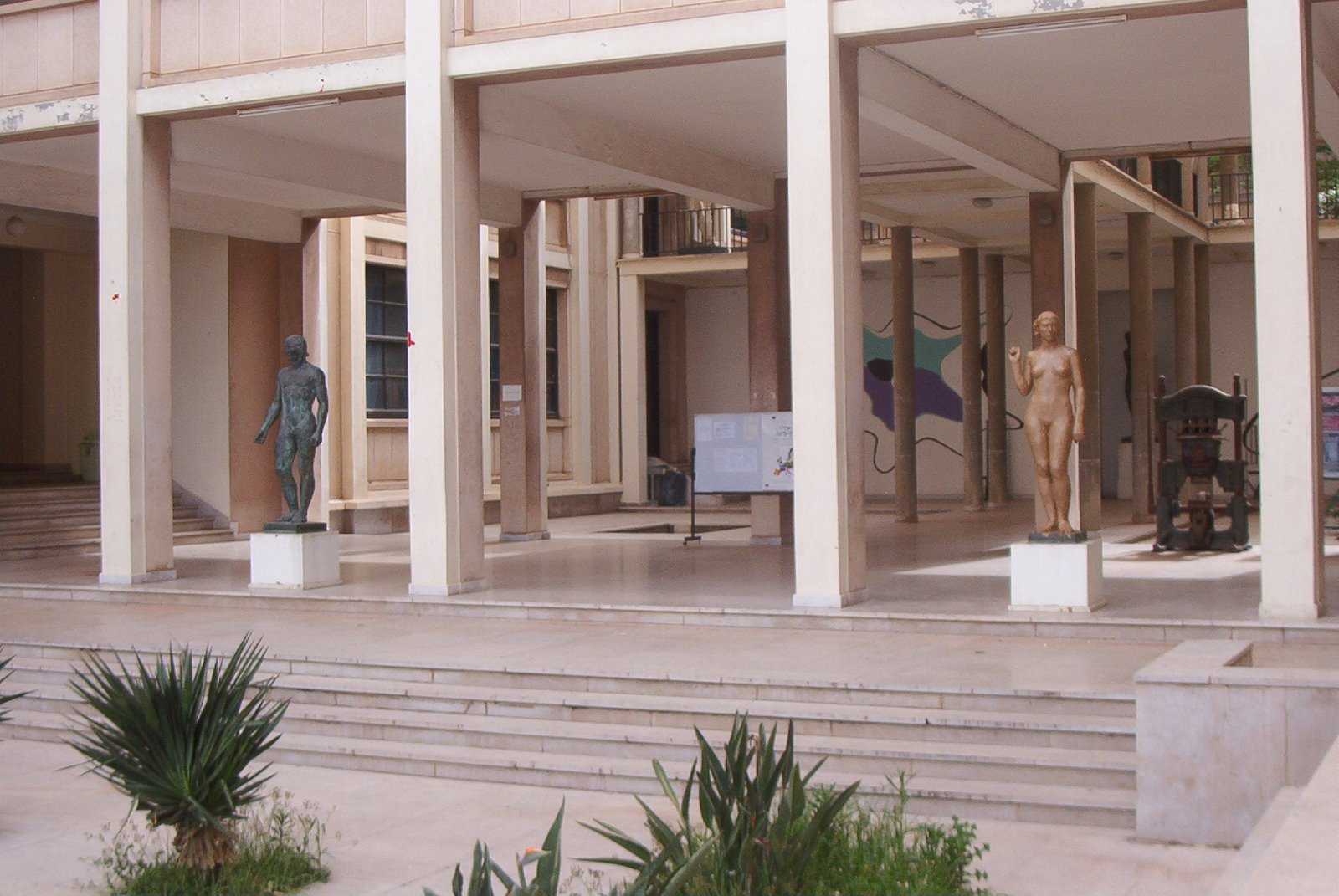
Œuvres de Belmondo à l'École des beaux-arts d'Alger.

Paul Belmondo est né en Algérie française dans une famille modeste d'origine italienne. Son père, Paolo Belmondo, forgeron, était originaire de Borgo San Dalmazzo en Piémont et sa mère Rosa Cerrito de Cefalù en Sicile. Son lien de famille avec la danseuse Fanny Cerrito n'est pas attesté.
Il passe sa jeunesse à Alger où il fait ses études primaires à l'école Dordor. Passionné de dessin, il commence à sculpter en 1911, avant de suivre des études d'architecture à l'École des beaux-arts d'Alger où il est élève de Georges Béguet. Ses études sont interrompues en 1914 par la Première Guerre mondiale. Mobilisé en 1917 et affecté dans le Génie, il participe à la bataille de Saint-Mihiel en 1918, et fut démobilisé en 1920.

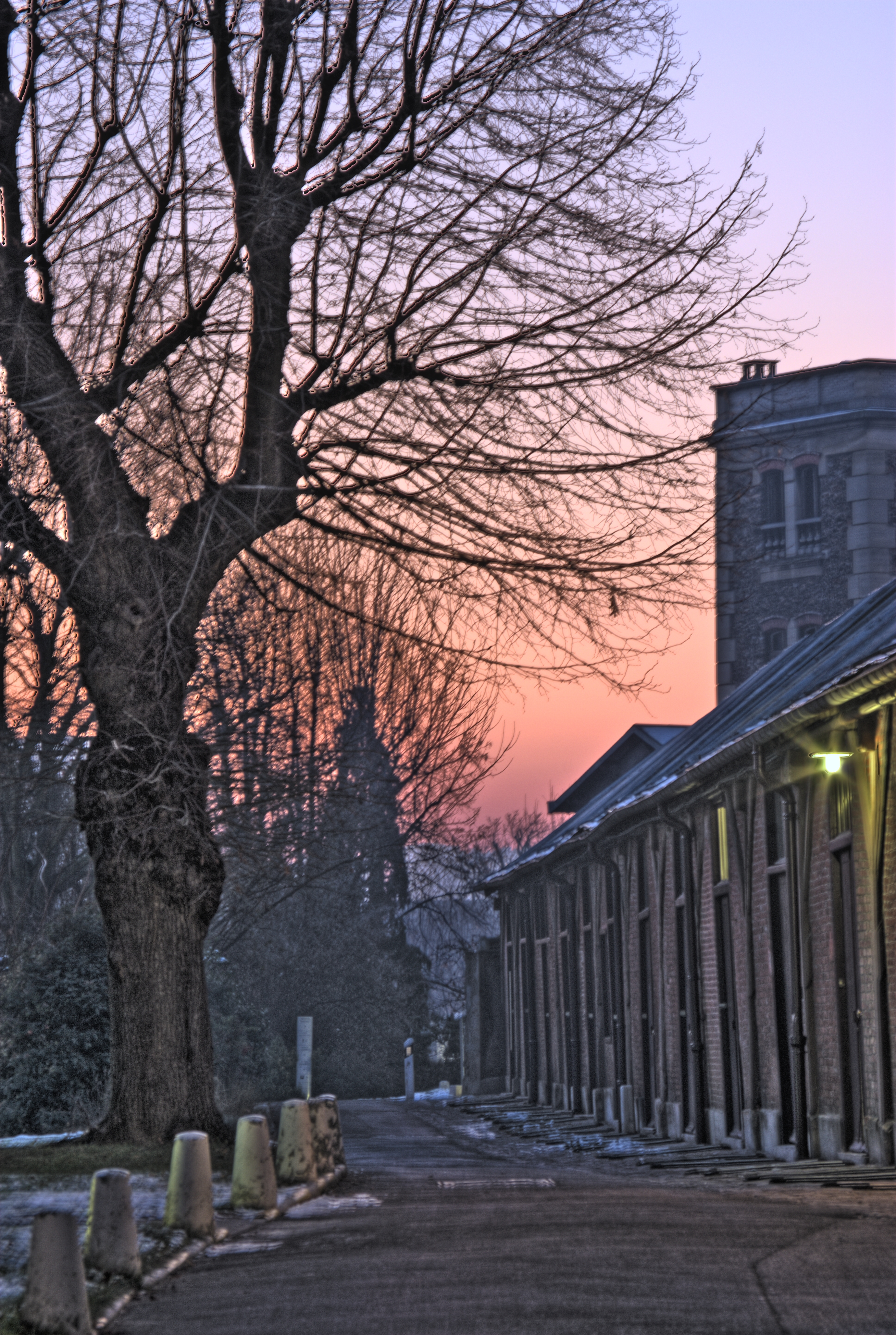
Ateliers du 77, avenue Denfert-Rochereau, aménagés dans d'anciennes écuries.

Grâce à une bourse, il poursuit ses études à l'École des beaux-arts de Paris où il suit notamment les cours de Jean Boucher. Il s'investit dans la vie de l'École et est nommé Grand Massier des Sculpteurs. Il se lie d'amitié avec Charles Despiau. Il obtient le prix Blumenthal en 1926. Il se marie à Paris en 1931 avec Sarah Rainaud-Richard (1901-1997) (trois enfants naîtront de ce mariage, Alain (1931), Jean-Paul (1933-2021) et Muriel (1945). Son atelier se situe alors dans d'anciennes écuries, 77 avenue Denfert-Rochereau à Paris et il vit de 1938 à sa mort au 4 rue Victor-Considérant où une plaque lui rend hommage.

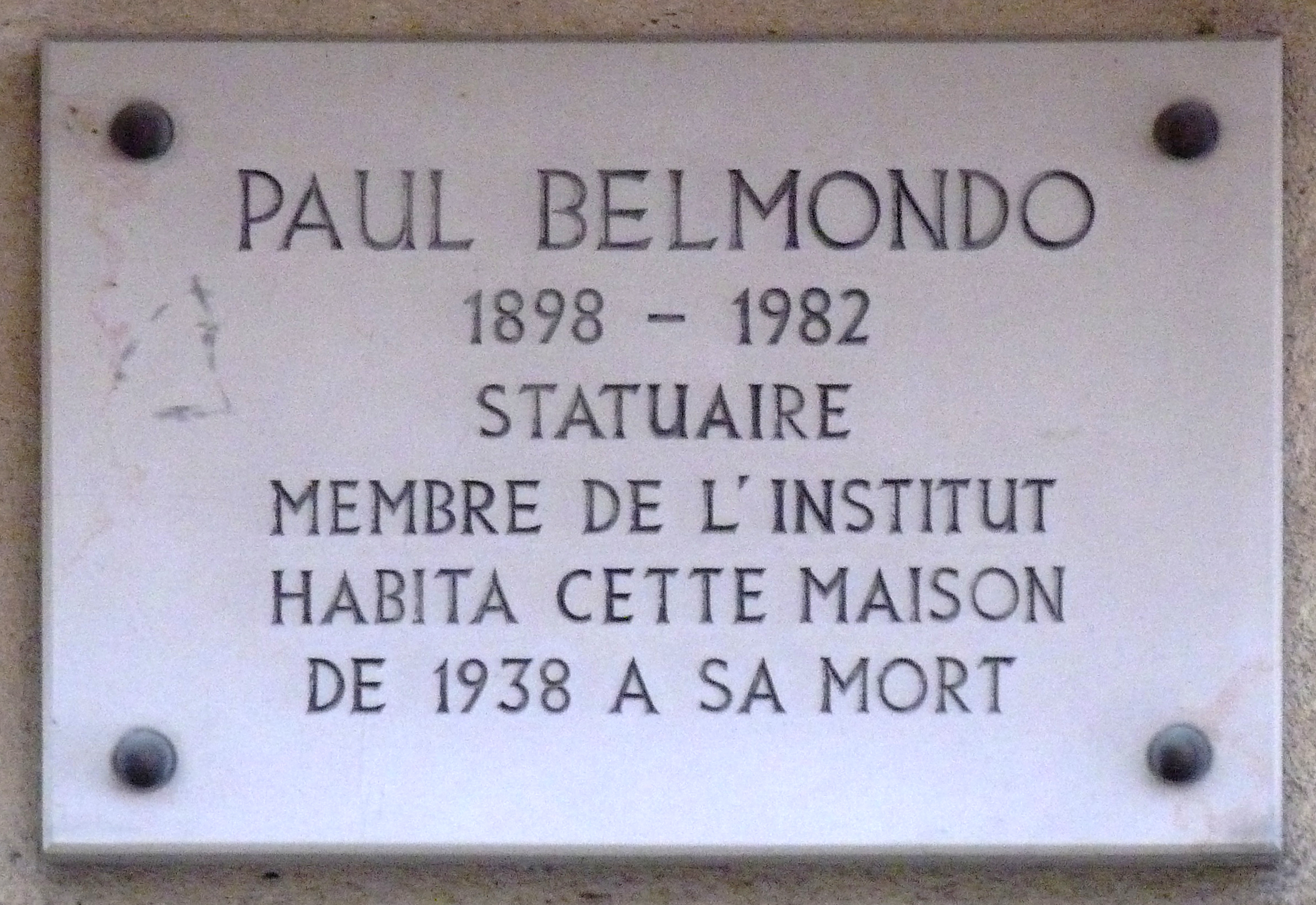
Plaque située au 4 rue Victor-Considérant à Paris.

Il reçoit beaucoup de commandes de l'État, notamment pour le palais de Chaillot avec Léon-Ernest Drivier et Marcel Gimond. Il obtient le grand prix artistique de l'Algérie en 1932 puis le grand prix de la Ville de Paris en 1936.

### L'Occupation
Lorsqu'éclata la Seconde Guerre mondiale, il fut rappelé au service et fut mobilisé de septembre 1939 à juillet 1940. Durant cette période, il fut nommé caporal.
Il est membre du Groupe Collaboration, section arts dont il fut vice-président de section (1941-1945).
Ce fut un familier des dîners de l'ambassade d'Allemagne pendant la guerre.
Il participe en novembre 1941, à un « voyage d’études » en Allemagne, organisé par Arno Breker et l'ambassadeur d'Allemagne en France Otto Abetz, de peintres et de sculpteurs français, acceptant comme d'autres artistes parmi les plus renommés de partir visiter les hauts lieux de la culture allemande ainsi que des ateliers d’artistes. Participent aussi à ce voyage : Charles Despiau, Henri Bouchard, Louis-Aimé Lejeune, Paul Landowski, Roland Oudot, Raymond Legueult, André Dunoyer de Segonzac mais aussi des artistes de l’avant-garde tels Kees van Dongen, Maurice de Vlaminck, André Derain et Othon Friesz. Ce voyage a été très largement exploité par la propagande du Troisième Reich.

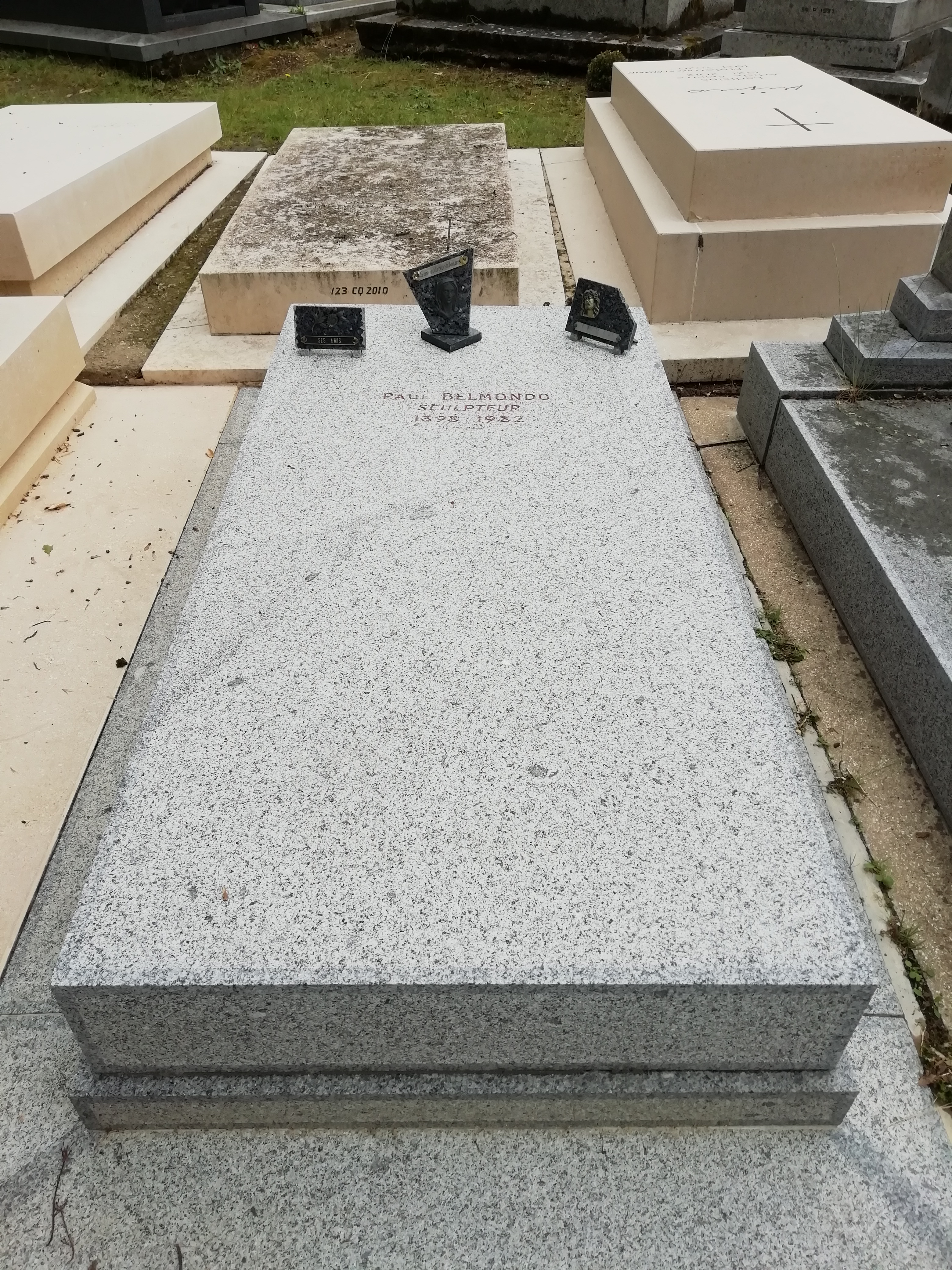
Tombe de Paul Belmondo au cimetière du Montparnasse (division 2).

Il figure au côté de Brasillach, Drieu La Rochelle et Abel Bonnard au comité de patronage de l'exposition consacrée au sculpteur allemand Arno Breker à l'Orangerie à Paris du 15 au 31 mai 1942. Il est présent au vernissage qui est l'occasion pour Otto Abetz d'une opération de propagande compromettant le tout-Paris artistique des plus enthousiastes jusqu'aux plus réticents, comme Arletty, Sacha Guitry ou encore Jean Cocteau.
En juin 1946, Paul Belmondo fut interdit par le Comité national d'épuration des artistes peintres, dessinateurs, sculpteurs et graveurs, de ventes, d'exposition et de publication pendant un an à compter rétroactivement du 1er septembre 1944,.

### L'après-guerre
Il devient professeur à l'École nationale supérieure des beaux-arts de Paris en 1956 et membre de l'Institut de France en 1960. Il est élu à l'Académie des beaux-arts le 18 février 1960 au second tour par 23 voix sur 36 votants, en remplacement de Paul Niclausse.
Il est commandeur de la Légion d'honneur, de l'ordre des Arts et des Lettres, et officier de l'ordre de Léopold de Belgique.
Il meurt le 1er janvier 1982 à l'hôpital Jean-Rostand à Ivry-sur-Seine. Il est enterré au cimetière du Montparnasse (division 2), dans le même caveau que le sera son fils Jean-Paul en 2021. Ce dernier reprocha à Jack Lang, alors ministre de la Culture, son absence d'hommage à la mémoire de son défunt père.
Le 25 avril 1990, son petit-fils inaugure le lycée professionnel Paul-Belmondo à Arpajon (Essonne) qui demeure à ce jour le seul portant son nom.

## Distinctions

### Décorations
France
- Commandeur de la Légion d'honneur (1972)[12]
- Commandeur de l'ordre des Arts et des Lettres (1966)[13] ; officier (nommé directement officier, 1957)[14]

Belgique
- Officier de l'ordre de Léopold (date inconnue)

### Autres
- Grande médaille d'or avec plaquette d'honneur de la Société académique Arts-Sciences-Lettres (date inconnue)[15]

### Prix
- Prix Blumenthal (1926)
- Grand prix artistique de l'Afrique du Nord (1932)
- Grand prix des beaux-arts de la Ville de Paris (1956)

## Œuvre

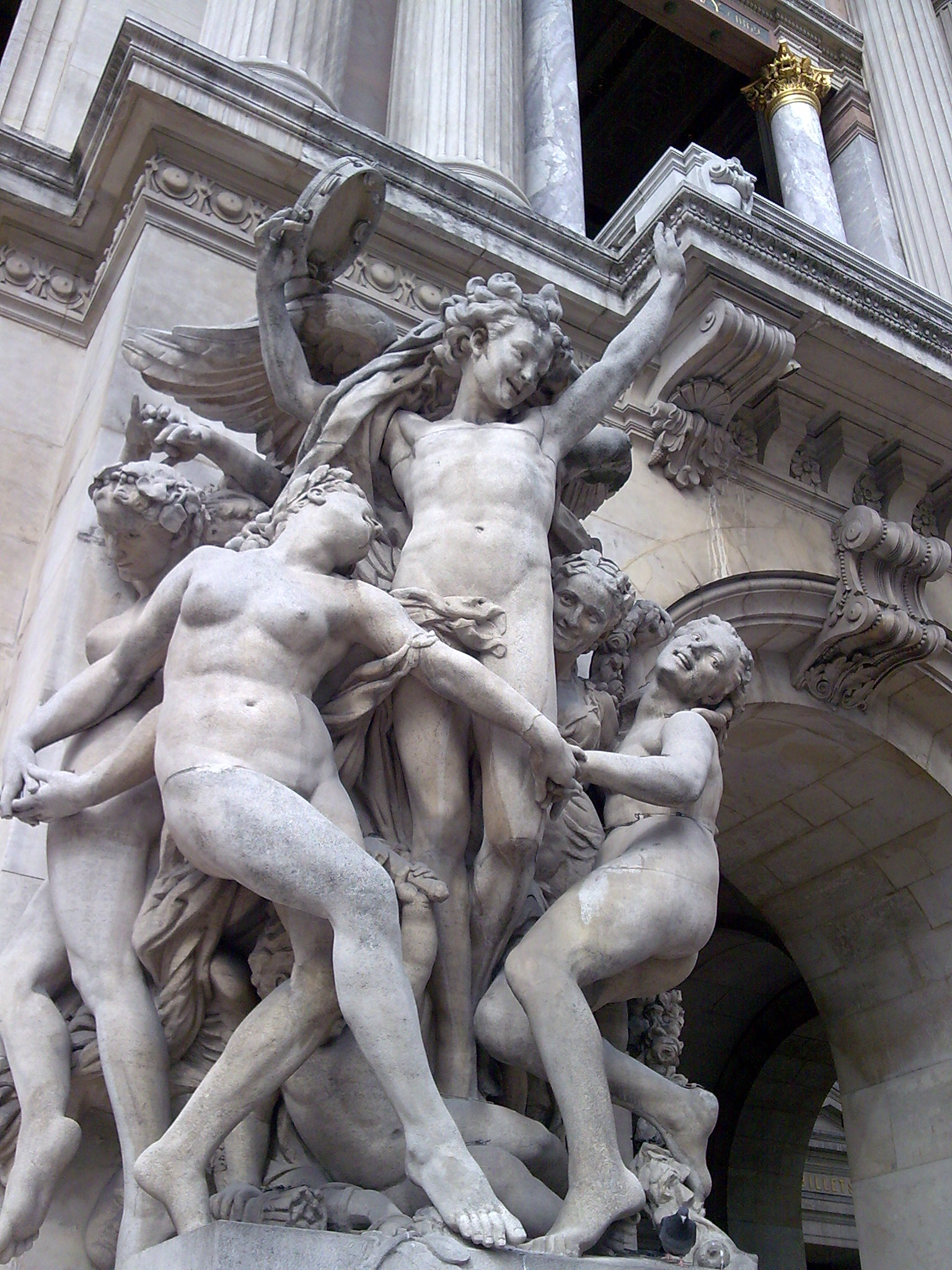
Copie par l'atelier de Paul Belmondo de La Danse d'après Jean-Baptiste Carpeaux, façade de l'Opéra de Paris.

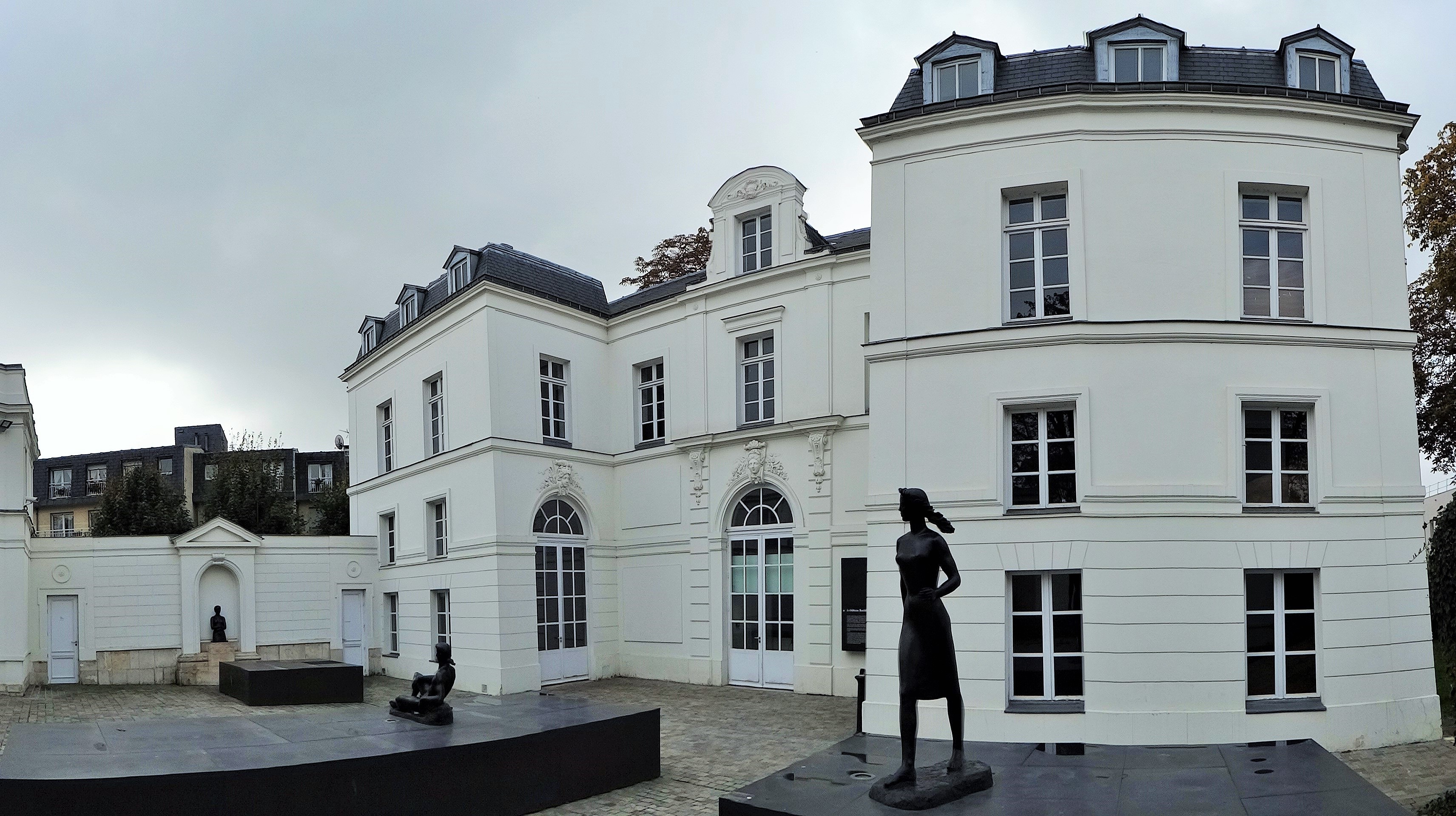
Château de Buchillot, Musée Paul Belmondo.

Son œuvre sculpté s'inscrit dans le courant de la sculpture figurative moderne, à la recherche de l'harmonie par des lignes simples et des formes lisses. Parmi les réalisations de son atelier, on note la copie en 1963 de La Danse, de Jean-Baptiste Carpeaux située sur le côté droit de la façade de l'opéra Garnier.
Il a également réalisé des médailles (par exemple : Médailles en bronze et en argent de Georges Hébert pour le cinquantenaire de la Méthode naturelle en 1955) et des illustrations de livres d'art, notamment Boubouroche de Courteline. Deux bronzes, Jeannette et Apollon, se trouvent dans le jardin des Tuileries depuis 1988 (don de la famille Belmondo). Une Baigneuse de Paul Belmondo orne un carrefour du centre-ville d'Orléans.
Une exposition rétrospective de son œuvre, intitulée La Sculpture sereine fut organisée dans plusieurs villes de France en 1997 à l'initiative du ministère de la Culture.
Le musée national des beaux-arts d'Alger, possède un important fonds de ses sculptures.

## Collections publiques
- Le Baiser, haut-relief dans l'escalier d'honneur de la mairie du XXe arrondissement de Paris.
- Paris, cimetière du Père Lachaise, 35e division, deux médailles en bronze, signées et datées (1951) sur le monument de Raymond Subes : un ferronnier avec la devise « Sans amour rien ne vaut » et le buste de Subes, de profil[17].

## Lemusée Paul-Belmondo
Jean-Paul Belmondo, son frère Alain et sa sœur Muriel ont fait donation en mars 2007 à la ville de Boulogne-Billancourt de l'ensemble des œuvres de leur père qu'ils possédaient, soit 259 sculptures, 444 médailles et presque 900 dessins ainsi que des carnets de croquis et des travaux préparatoires. L'ensemble est exposé sur 1 000 mètres carrés dans un musée nouvellement créé au château Buchillot, une ancienne folie du XVIIIe siècle, remaniée au XIXe siècle par son propriétaire James de Rothschild (le parc du château est devenu depuis plusieurs années un parc public de la ville sous le nom de parc Rothschild). Ce bâtiment propriété de la ville, classé monument historique, est rénové pour une somme de plus de 2,7 millions d’euros. En mai 2008, l'ouverture prévue pour fin 2008 est repoussée à fin 2009, début 2010.
Avec quelques mois de retard dus aux intempéries qui ralentissent les travaux, le musée Paul-Belmondo, consacré à l'œuvre du sculpteur et à la sculpture figurative du XXe siècle, ouvre enfin ses portes au public à l'occasion des Journées européennes du patrimoine, le 18 septembre 2010.
Emmanuel Bréon, l'un des meilleurs connaisseurs de l'œuvre du sculpteur et ancien conservateur du musée des Années Trente de Boulogne-Billancourt, est à l'origine de l'implantation dans la ville du musée que souhaitait voir réaliser Jean-Paul Belmondo depuis plusieurs années. Les œuvres sont provisoirement stockées dans les réserves du musée.